# كارولينا يوفانوفيتش
كارولينا يوفانوفيتش مواليد 13 فبراير 1988، هي لاعبة كرة مضرب صربية سابقة بدأت مسيرتها كمحترفة سنة 2003 وكانت تلعب باليد اليمنى، اعتزلت اللعب في 2014. أعلى تصنيف لها في الفردي كان 404. أعلى تصنيف لها في الزوجي كان 201.

## روابط خارجية
- كارولينا يوفانوفيتش على موقع رابطة محترفات التنس (الإنجليزية)
- كارولينا يوفانوفيتش على موقع الاتحاد الدولي لكرة المضرب (الإنجليزية)